# كارل هوغو غريم
كارل هوغو غريم (بالإنجليزية: Carl Hugo Grimm)‏ هو ملحن أمريكي، ولد في 31 أكتوبر 1890، وتوفي في 1978.

## وصلات خارجية
- كارل هوغو غريم على موقع ميوزك برينز (الإنجليزية)